# Článkovci
Článkovci (Articulata) je polyfyletická, tedy nepřirozená skupina živočichů, kteří mají tělní články. Dnes se již nepoužívá.
Skupinu představil Georges Cuvier v roce 1795 v přednášce Société d'Histoire naturelle de Paris jako jednu z hlavních skupin v živočišné říši (v Cuvierově pojetí měly takové skupiny být čtyři).

## Bývalé členění
- článkovaní homonomně
  - kroužkovci (Annelida) – dnes řazeni do Lophotrochozoa
  - drápkovci (Onychophora) – dnes řazeni do Ecdysozoa
  - želvušky (Tardigrada) – dnes řazeni do Ecdysozoa
  - jazyčnatky (Linguatulida = Pentastomida) – dnes řazení ke korýšům, tedy do kmene členovců
- článkovaní heteronomně
  - členovci (Arthropoda) – dnes řazeni do Ecdysozoa